# Возвращение Шерлока Холмса
«Возвраще́ние Ше́рлока Хо́лмса» (англ. The Return of Sherlock Holmes) — сборник из тринадцати детективных рассказов Артура Конан Дойля, опубликованный в 1905 году и состоящий из рассказов, написанных в 1903—1904 годы (самая обширная подборка). Вынужденное «воскрешение» Холмса: в 1891 году главный герой «погиб» в Рейхенбахском водопаде. Книга вышла через 3 года после «Собаки Баскервилей», но действие этой повести отнесено к более раннему времени, чем «гибель» Холмса. Сборник составлен самим автором.

## Рассказы
| №  | Рассказ                             | Оригинальное название                       | Время действия         | Синопсис | Примечание |
| -- | ----------------------------------- | ------------------------------------------- | ---------------------- | --- | --- |
| 1  | «Пустой дом»                        | The Adventure of the Empty House            | 1894, весна            | Возвращение Шерлока Холмса. Полковник Себастьян Моран — последний из шайки Мориарти, остающийся на свободе — решает отомстить Холмсу за «Преступного Наполеона Лондона».                        | В качестве оружия преступник использует духовое ружьё. |
| 2  | «Подрядчик из Норвуда»              | The Adventure of the Norwood Builder        | 1894                   | Молодому адвокату неожиданно завещает деньги пожилой подрядчик, приглашающий его в свой дом в Норвуде. Затем происходит пожар, и адвоката подозревают в убийстве.                               | |
| 3  | «Пляшущие человечки»                | The Adventure of the Dancing Men            |                        | Помещик, женившийся на американке, находит записки со странными пиктограммами — тайная письменность, по мнению Холмса.                                                                          | Одна из трех историй (наряду с рассказами «Пять зернышек апельсина» и «Дьяволова нога») в которых клиент Холмса умирает насильственной смертью до окончания расследования. |
| 4  | «Одинокая велосипедистка»           | The Adventure of the Solitary Cyclist       | 1895, апрель           | Друзья покойного дядюшки мисс Вайолет нанимают девушку, чтобы она учила ребёнка музыке в их загородном доме. По выходным девушка возвращается домой, и замечает за собой слежку.                | |
| 5  | «Случай в интернате»                | The Adventure of the Priory School          | 1901, май              | Из элитной школы исчезли сын герцога и учитель немецкого языка, который позже был найден мёртвым на болоте неподалёку. Шерлок Холмс и доктор Ватсон разоблачают преступников по горячим следам. | Только в этом рассказе и рассказе «Берилловая диадема» Холмс настоятельно требует вознаграждения от клиента.                                                               |
| 6  | «Чёрный Питер»                      | The Adventure of Black Peter                | 1895, июль             | Бывший капитан Питер Кэри найден в своем доме пришпиленным гарпуном к стене. Полиция задержала подозреваемого, но у Холмса на этот счёт есть своё мнение.                                       | |
| 7  | «Конец Чарльза Огастеса Милвертона» | The Adventure of Charles Augustus Milverton | зима неназванного года | Шантажист вымогает деньги у дамы, и Холмс и Ватсон решают проникнуть к нему в дом, но становятся свидетелями убийства шантажиста. Они чуть не оказываются «крайними» в этой истории.            | В этом рассказе Холмс впервые совершает преступление. |
| 8  | «Шесть Наполеонов»                  | The Adventure of the Six Napoleons          | июнь                   | Кто-то уничтожает гипсовые бюсты Наполеона по всему городу. Самое странное в этой истории то, что бюсты стоят копейки, однако преступник ради одного из них идёт на убийство.                   | |
| 9  | «Три студента»                      | The Adventure of the Three Students         | 1895                   | Преподаватель колледжа просит Холмса установить, кто из студентов украл с его стола ответы на вопросы экзамена и хочет воспользоваться ими.                                                     | |
| 10 | «Пенсне в золотой оправе»           | The Adventure of the Golden Pince-Nez       | 1894, конец ноября     | В загородном доме старого профессора был найден мёртвым секретарь, в руке которого было зажато пенсне.                                                                                          | В рассказе фигурируют русские нигилисты |
| 11 | «Пропавший регбист»                 | The Adventure of the Missing Three-Quarter  | 1896, февраль          | Накануне важной игры исчезает ключевой игрок команды, получивший какую-то записку. Холмс пытается вытрясти правду из врача, который куда-то ездит в карете.                                     | Не преступление. |
| 12 | «Убийство в Эбби-Грейндж»           | The Adventure of the Abbey Grange           | 1897, январь           | Сэр Юстас убит, а его жена связана. Она рассказывает о проникших в дом трёх грабителях, но Холмс ставит её версию под сомнение.                                                                 | Рассказ, в котором Ватсон выступает в роли суда присяжных. Холмс не выдаёт преступника. В некоторых русских переводах рассказ носит название «Красный шнурок».             |
| 13 | «Второе пятно»                      | The Adventure of the Second Stain           | 1889, июль             | Два министра обращаются к Холмсу по поводу пропавшего документа. Подозреваемый шпион найден мёртвым.                                                                                            | На этот рассказ намекается в «Жёлтом лице», написанном 11 годами раньше. Скорее всего, иностранный монарх — кайзер Вильгельм II.                                           |